# Companhia Geral de Comércio do Grão-Pará e Maranhão
A Companhia Geral de Comércio do Grão-Pará e Maranhão ou Companhia Geral do Grão-Pará e Maranhão foi uma empresa privilegiada, de carácter monopolista, criada pelo Marquês de Pombal, na segunda metade do século XVIII, em Portugal.
Confirmada pelo Alvará Régio de 7 de junho de 1755, destinava-se a controlar e fomentar a actividade comercial com o Estado do Grão-Pará e Maranhão, fortalecendo a prática do mercantilismo no reino.

## História
Diante da proibição da escravidão indígena no Estado do Grão-Pará e Maranhão, a Companhia teve a sua origem numa petição, encaminhada em 1752 pela Câmara Municipal de São Luís do Maranhão ao governador e capitão-general, Francisco Xavier de Mendonça Furtado, para que fosse criada uma sociedade autorizada a explorar o comércio de importação de escravos africanos. O governador acolheu de bom grado a ideia e, após ter conseguido o apoio dos cidadãos mais influentes de Belém, encaminhou-a com sua aprovação ao seu meio-irmão, o Marquês de Pombal.
No Reino, no âmbito da vasta reestruturação administrativa que promovia à época, Pombal atraiu, para a ideia, grandes comerciantes das praças de Lisboa e do Porto. Desse modo, fundava-se a Companhia, a 7 de Agosto de 1755, com um capital social de 1 200 000 cruzados.
O objetivo da Companhia era vender escravos africanos em grande escala nas capitanias do Grão-Pará e Maranhão, com isso desenvolvendo a agricultura e fomentando o comércio. Para esse fim, recebeu diversos privilégios, como: o monopólio por vinte anos do tráfico de escravos e do transporte naval de outras mercadorias para aquelas capitanias; dispor de navios da Armada Real para a escolta de seus navios de transporte; o reconhecimento de que os seus funcionários estavam oficialmente a serviço de El-Rei; prioridade para as suas mercadorias nas alfândegas; foro especial para as suas causas; entre outros. Esses privilégios foram posteriormente ampliados pelo chamado "Alvará Secreto" de 1757, ano anterior ao em que zarparia a primeira de suas frotas para a América portuguesa (1758).
Esse grande número de facilidades e prerrogativas concedido à Companhia por parte do Estado foi criticado pela Companhia de Jesus, prejudicada em suas explorações comerciais na região. Como exemplo, o padre Manuel Ballestre, de seu púlpito em Lisboa, afirmou: "quem entrar nesta Companhia não entrará na de Cristo, nosso Redentor." Essa fala custou-lhe o desterro sumário da Corte.

Ao mesmo tempo, de São Luís, o bacharel em direito João Tomaz de Negreiros, instigado pelo vice-provincial dos jesuítas e procurador das Missões no Maranhão, padre Bento da Fonseca, peticionou à Coroa Portuguesa expondo o descontentamento dos comerciantes locais, que se sentiam lesados pela concorrência desleal. Pombal considerou a petição ofensiva e o seu desagrado traduziu-se na detenção do bacharel, do religioso, e de alguns dos comerciantes signatários da petição. Ao mesmo tempo, o governador e capitão-general recebeu ordens de não mais admitir qualquer ataque contra a Companhia, nomeadamente se originado de interesses particulares eventualmente prejudicados. Todos os envolvidos deveriam ser punidos, tornando-se objecto de devassa. A mesma prática deveria ser aplicada aos padres que se aproveitassem do púlpito para instigar o descontentamento entre a população.

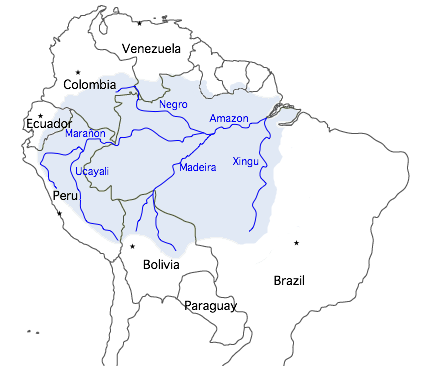
Em azul, a Bacia do rio Amazonas: uma das áreas de atuação da Companhia.

Apesar das críticas, a acção da Companhia trouxe grandes benefícios a São Luís: o comércio com a metrópole, antes incipiente, floresceu. Se, até então, o movimento resumia-se a um navio por ano para a Metrópole, entre 1760 e 1771 setenta e um navios dali partiram para o reino, transportando, em seus porões, cargas de algodão, arroz, cacau, gengibre, madeira e outras.
Com relação ao movimento de escravos, calcula-se que, até 1755, data de sua criação, ingressaram apenas três mil africanos no Estado do Grão-Pará e Maranhão. Entre 1755 e 1777, esse número saltou para doze mil. A aquisição dessa mão de obra em Cacheu, Bissau e Angola era financiada pela Companhia.
A rainha Maria I extinguiu-lhe o monopólio, no início da década de 1780, no contexto da chamada "Viradeira", extinguindo a própria Companhia em 25 de Fevereiro de 1778. A sua liquidação, entretanto, arrastou-se ao longo das décadas, sendo concluída apenas em 1914.

## Bandeira

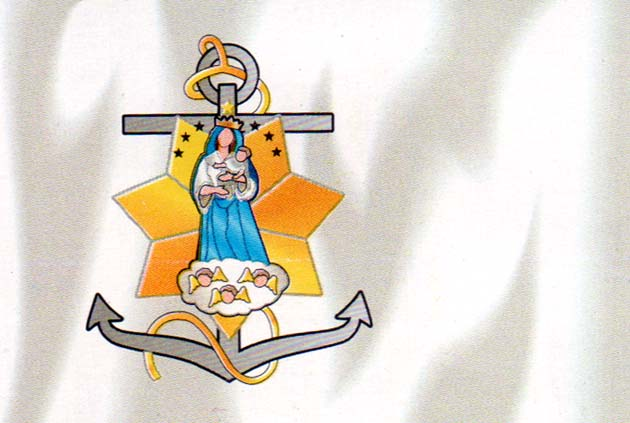
Bandeira da Companhia de Comércio do Grão-Pará e Maranhão em 1755.

A sua bandeira era retangular, de fundo branco, tendo descentrada, à esquerda, uma estrela grande, amarela, de sete pontas  sobre uma âncora, e; sobre a estrela retrato representando a Virgem Maria com o menino Jesus no colo e esta sobre um andor nuval com três anjos de guarda. A imagem da virgem é encimada por 7 estrelas.

## Ciclo do algodão
Com o aumento da demanda por algodão, essencial para a indústria têxtil inglesa, e a interrupção da exportação norte-americana devido à Guerra de Independência dos Estados Unidos, declarada em 1776, a economia da colônia experimentou um expressivo crescimento. A França também se destacou como um importante comprador do algodão maranhense.
A produção de algodão no Maranhão remonta a 1661, inicialmente voltada para o abastecimento interno. Entre 1760 e 1771, as exportações aumentaram de 651 para 25.473 arrobas, e o movimento anual de navios em São Luís cresceu de três para vinte e seis em 1788. A expansão da cultura algodoeira ocorreu principalmente no vale do rio Itapecuru, abrangendo as cidades de Caxias, Codó e Coroatá, que respondiam por cerca de dois terços da produção. O transporte era feito pelo próprio rio até o porto de São Luís. Outras regiões produtoras incluíam áreas do rio Mearim, Alcântara e Guimarães.
Em 1780, o algodão correspondia a aproximadamente 24% das exportações brasileiras, enquanto o açúcar representava cerca de 34%. No auge da economia algodoeira, em 1818, o Maranhão atingiu um volume de transações de um milhão de libras e movimentou 155 navios, consolidando-se como a quarta maior economia do Brasil. Nesse período, São Luís era a quarta cidade mais populosa do país. O apogeu econômico foi refletido na construção dos casarões do Centro Histórico de São Luís e das edificações em Alcântara.
Entre o final do século XVIII e o início do XIX, o algodão representava entre 73% e 82% das exportações do Maranhão. Aproximadamente 83,70% das exportações brasileiras de algodão provinham do Grão-Pará e Maranhão, assim como da Capitania de Pernambuco (que incluía a Paraíba). Entre 1791 e 1801, o algodão brasileiro representava 40% da fibra comercializada em Liverpool, então o principal mercado internacional para o produto.